# Passagem de Pedras

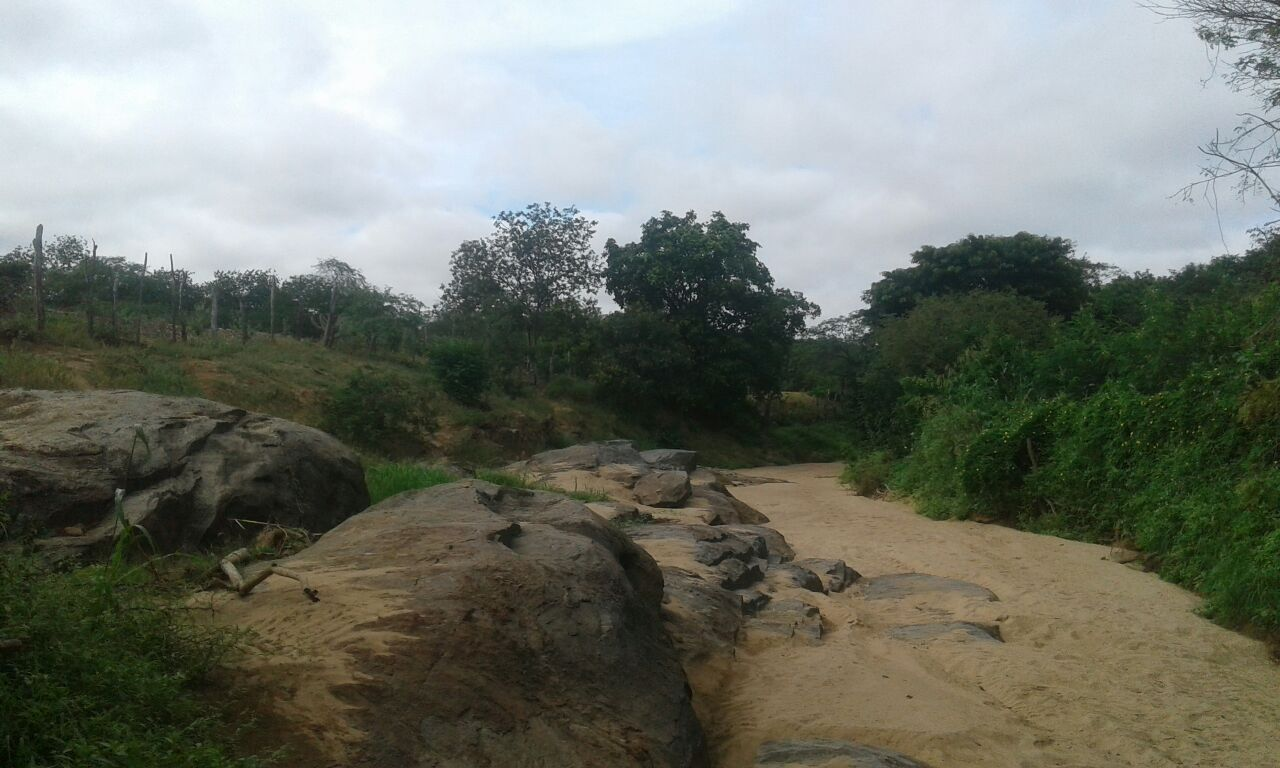
Passagem de pedras no Riacho do Mufumbo, que dá origem ao nome do povoado, localizado no município de Ouricuri. Foto: Kátia Viana, 2018.

Passagem de Pedras é um povoado localizado no município de Ouricuri, estado de Pernambuco, na região nordeste do Brasil. O povoado dista 36 km da sede do município.

## História
Durante o século XVIII expandiu-se com maior intensidade a colonização do semiárido brasileiro, região que, inicialmente, foi destinada à criação de gado bovino e, posteriormente, de caprinos e ovinos. Como o litoral do estado de Pernambuco e da Bahia era utilizado para produzir açúcar, as criações de gado foram trazidas para o interior, seguindo o curso dos principais rios e afluentes. Fugindo de intempéries, das secas, e em busca de melhores pastagens e fontes de água perene, o gado, e o homem sertanejo em seu encalço, se espalharam dos litorais nordestinos até o Piauí e o Maranhão, pontilhando todo o território com currais de gado.
Dois dos principais entrepostos comerciais do semiárido nordestino eram as cidades de Juazeiro da Bahia e Crato/Juazeiro do Norte, no Ceará. Para aqueles que iam em direção à Salvador, no primeiro caso, ou à Fortaleza, no segundo, estas cidades eram paragem obrigatória e entre elas ocorria intenso comércio. Tropeiros e sertanejos percorriam constantemente o caminho entre estas duas cidades. É entre elas que se localiza um riacho chamado Mufumbo, no município de Ouricuri, que ao encher nos períodos da chuva, dificultava a travessia do gado, se não por uma passagem de pedras que ficava emersa, permitindo o trânsito das bestas de carga e dos boiadeiros. É esta passagem de pedras que dá origem ao nome do atual povoado localizado no município de Ouricuri.
No fim da primeira metade do séc. XIX, chegou a esta região, vindo das bandas do Ceará, o Sr. Thomaz Gomes Viana, interessado em comprar terras, quase todas de propriedade de Dona Brígida, famosa latifundiária nordestina que, por sua vez, comprou suas terras diretamente d'El Rei (segundo Raul Aquino, D. Brígida teria comprado a terra do famoso Garcia d'Ávila, grande latifundiário de terra e proprietário da Casa da Torre nos arredores de Salvador). O Sr. Thomaz Viana comprou as terras pelas quais passava o riacho do Mufumbo e estabeleceu ali sua residência, bem como um açude – hoje chamado de Vó Joaquina -, em torno do qual se produzia cana-de-açúcar, e um engenho para produção de rapadura.